# Culte cantate
Un culte cantate (en allemand Kantatengottesdienst) est dans le christianisme un office religieux protestant, organisé autour de la représentation d'une cantate religieuse, qui s'imbrique dans la liturgie. 
Il se prépare et se déroule sous la responsabilité d'un ecclésiastique et d'un musicien d'église ou cantor. Le culte cantate contient des moments d'un concert et aussi le caractère principal d'une messe, ce qui explique sa tension, mais aussi son charme particulier. Un culte cantate peut être considéré comme une réussite, si l'entrelacement de la musique jouée, de la prédication et de la liturgie se déroulent bien.
Les compositeurs de cantates qui conviennent pour le service d'un culte cantate sont avant tout ceux de l'époque baroque : Jean-Sébastien Bach,, Nicolaus Bruhns, Dietrich Buxtehude, Vincent Lübeck, Georg Philipp Telemann et Matthias Weckmann ; les temps modernes offrent également d'intéressantes cantates religieuses de compositeurs des XXe siècle et XXIe siècle comme Rolf Schweizer (de) ou Paul Ernst Ruppel (de).